# Nyodes fletcheri
Nyodes fletcheri là một loài bướm đêm trong họ Noctuidae.